# Jean d'Arcet
Jean d'Arcet (Doazit, Landas, 7 de septiembre de 1724- París, 12 de febrero de 1801) fue un químico francés.
Sus principales contribuciones fueron hechas en la química aplicada a métodos industriales. Inventó la llamada aleación de d'Arcet, usada con frecuencia para fabricar calderas y depósitos de agua para alta presión. Esta aleación está compuesta por estaño, plomo y bismuto. D'Arcet tuvo colaboradores destacados entre los cuales se puede mencionar al hispanomexicano Andrés Manuel del Río, descubridor del vanadio.

## Algunas publicaciones
- Sur l’action d’un feu égal sur un grand nombre de terres (1766-1771)
- Expériences sur plusieurs diamants et pierres précieuses (1772)
- Discours en forme de dissertation sur l’état actuel des montagnes des Pyrénées... prononcé par M. d’Arcet pour son installation et l’inauguration de la chaire de chimie au Collège de France, le 11 décembre 1775 (1776)
- Rapport sur l’électricité dans les maladies nerveuses (1783)